# Uniform Code of Military Justice
Der Uniform Code of Military Justice (UCMJ; deutsch: „Einheitliches Gesetzbuch der Militärgerichtsbarkeit“) stellt das Wehrstrafrecht der Vereinigten Staaten und damit die Rechtsgrundlage der amerikanischen Militärgerichtsbarkeit dar. Er trat 1950 in Kraft und regelt, welche Vergehen strafbar sind und welche Arten von Gerichtsverhandlungen es gibt.
Der UCMJ besteht aus 159 Artikeln (146 ursprüngliche und 13 hinzugefügte Artikel). Im gesammelten US-Bundesrecht, dem United States Code, wird er folgendermaßen eingeordnet: Title 10 (Streitkräfte), Subtitle A (allgemeines Militärrecht), Part II (Personal), Chapter 47 (UCMJ).

## Gliederung des Uniform Code of Military Justice
| Unterkapitel | Titel                                                                   | Sektion      | Artikel     |
| I            | Allgemeine Bestimmungen                                                 | 801 bis 806a | 1 bis 6a    |
| II           | Festnahme und Haft                                                      | 807 bis 814  | 7 bis 14    |
| III          | Außergerichtliche Bestrafung                                            | 815          | 15          |
| IV           | Zuständigkeit der Kriegsgerichte                                        | 816 bis 821  | 16 bis 21   |
| V            | Aufbau von Kriegsgerichten                                              | 822 bis 829  | 22 bis 29   |
| VI           | Vorgerichtliches Verfahren                                              | 830 bis 835  | 30 bis 35   |
| VII          | Prozessverfahren                                                        | 836 bis 854  | 36 bis 54   |
| VIII         | Urteile                                                                 | 855 bis 858b | 55 bis 58b  |
| IX           | Ablauf nach der Gerichtsverhandlung und Überprüfung von Kriegsgerichten | 859 bis 876b | 59 bis 76b  |
| X            | Bestrafungsartikel                                                      | 877 bis 934  | 77 bis 134  |
| XI           | Verschiedene Bestimmungen                                               | 935 bis 940  | 135 bis 140 |
| XII          | Militärisches Berufungsgericht                                          | 941 bis 946  | 141 bis 146 |

In Sektion 802, Artikel 2 ist festgelegt, wer überhaupt dem UCMJ unterliegt. Hier wird unterschieden zwischen Mitgliedern der regulären Streitkräfte, Kadetten, Reservisten, Nationalgardisten, Pensionären, Mitglieder des Nationalen Ozeanisch-Atmosphärischen Büros (NOAA), des Public Health Service  und anderer, den Streitkräften zugeordneten oder mit ihnen dienenden Organisationen, Kriegsgefangenen und anderen Gefangenen im Gewahrsam der Streitkräfte, Koalitionären und anderen Kategorien.

## Verwandte Themen
Der Uniform Code of Military Justice ist die Grundlage für das Judge Advocate General’s Corps, einer besonderen Form der Militärgerichtsbarkeit. Auch die Militärstrafverfolgungsbehörden der US Army (Criminal Investigation Command) einerseits und der US Navy und des US Marine Corps (Naval Criminal Investigative Service) andererseits arbeiten auf Basis des UCMJ.